# Epimedium
Epimedium es un género con 63 especies de plantas fanerógamas perteneciente a la familia Berberidaceae.

## Hábitat
La gran mayoría son endémicas del sur de China, con algunas en Europa, y el centro, sur y el este de Asia.

## Descripción
'Es una planta perenne de hoja caduca que crece hasta 30 cm (12 pulgadas), con tallos rojos brillantes y hojas verdes en forma de corazón (teñidas de cobre cuando son jóvenes) que son ligeramente vellosas en la base. En primavera produce flores rosadas, blancas, amarillas o moradas de espolón largo.

## Propiedades
Muchas especies de Epimedium son consideradas como afrodisíacas. Según la leyenda, esta propiedad fue descubierta por un pastor chino de cabras que observó que la actividad sexual en su rebaño que comió esta planta en la maleza aumentó de forma considerable. La explotación excesiva de las poblaciones silvestres de Epimedium para su uso en medicina tradicional china está teniendo consecuencias potencialmente graves para la supervivencia a largo plazo de varias especies, ninguna de las cuales son ampliamente cultivadas con fines medicinales.
El principio activo en Epimedium es la icariina, un flavonoide con actividad estrogenomimética.
La icariina es objeto de investigación, aumentando los niveles de óxido nítrico, que relajan el músculo liso. Se ha demostrado que relajan los tejidos del pene del conejo. Otras investigaciones han demostrado que las inyecciones de extracto de Epimedium, directamente en el pene de la rata se traduce en un aumento en la presión arterial del pene.

## Taxonomía
El género fue descrito por Carlos Linneo y publicado en Species Plantarum 1: 117. 1753. La especie tipo es: Epimedium alpinum (L.) Sibth. & Sm.

## Especies seleccionadas
- Epimedium acuminatum Franch.

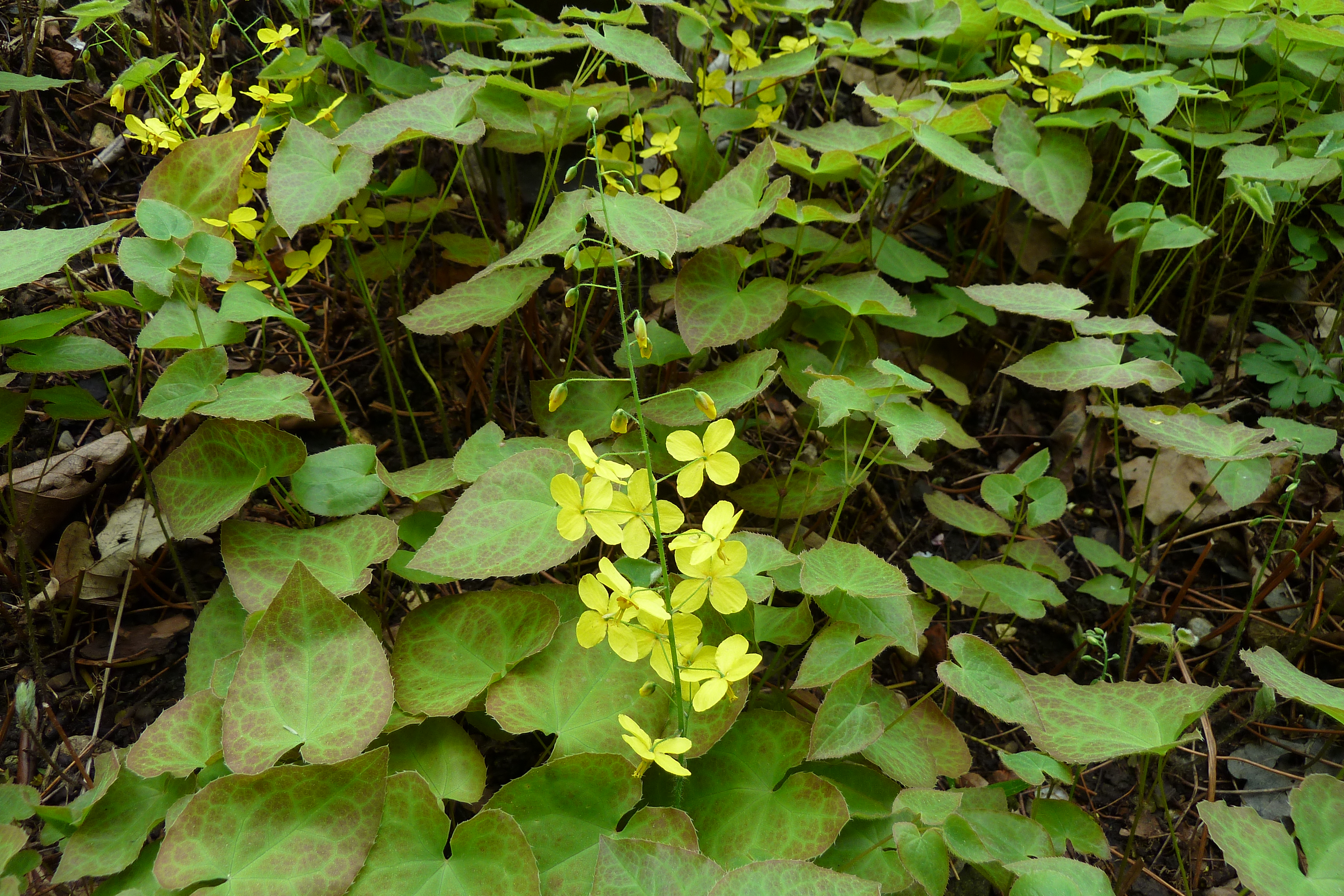

- Epimedium alpinum (L.) Sibth. & Sm.
- Epimedium baojingensis Q.L.Chen & B.M.Yang
- Epimedium borealiguizhouense S.Z.He & Y.K.Yang
- Epimedium brachyrrhizum Stearn
- Epimedium brevicornu Maxim.
- Epimedium campanulatum Ogisu
- Epimedium cavaleriei H.Lév.
- Epimedium chrysanthum Kom.
- Epimedium colchicum Hort. ex Trautv.
- Epimedium diphyllum Lodd.
- Epimedium japonicum Siebold ex Miq.
- Epimedium × lilacinum Donckel ex C.Morren
- Epimedium parviflorum (Greene) Kom.